# Seladonia
Seladonia (лат.) — род пчёл из подсемейства Halictinae семейства Halictidae, иногда рассматриваемый в статусе подрода в составе рода Halictus.

## Распространение
Почти всесветно (кроме Австралии), большинство видов в Палеарктике (более 50). В Афротропике встречается около 15 видов, в Америке — 8, в Ориентальной области — 9.

## Описание
Длина тела от 5 до 8 мм. Окраска, как правило, металлически-тускло-зелёная (у близкого рода Halictus тело чёрное). Брюшко может быть с густым светлым войлочным опушением. Эусоциальные пчёлы. Подрод Paraseladonia  является клептопаразитическим. Гнездятся в земле. Полилекты.

## Систематика
Около 100 видов в 6 подродах. Систематическое положение таксона дискутируется. Одни авторы рассматривают его в статусе самостоятельного рода (Песенко, 2006, 2007; Pauly, 2008), а другие помещают в качестве подрода в состав рода Halictus (Ebmer, 1987; Janjic & Packer, 2001).
- Seladonia
  - Подрод Mucoreohalictus Pesenko, 2004; типовой вид Hylaeus mucoreus Eversmann, 1852
  - Подрод Vestitohalictus Blüthgen, 1961; типовой вид Halictus vestitus sensu Blüthgen, 1961
  - Подрод Paraseladonia  Pauly, 1997; типовой вид Halictus chalybeatus Friese, 1909 — Афротропика (1 вид)
  - Подрод Placidohalictus Pesenko, 2004; типовой вид Halictus placidus Blüthgen, 1923
  - Подрод Pachyceble Moure, 1940; типовой вид Pachyceble lanei Moure, 1940
  - Подрод Seladonia Robertson, 1918; типовой вид Apis seladonia Fabricius, 1794
    - Seladonia lucidipennis (Smith, 1853)
    - Seladonia mongolica (Morawitz, 1880)
    - Seladonia nikolskayae Pesenko, 2006
    - Seladonia seladonia (Fabricius, 1794)
    - Seladonia subaurata (Rossi, 1792)

## Некоторые виды
- Seladonia africana (Friese, 1908)
- Seladonia atroviridis (Cameron, 1906)
- Seladonia centrosa (Vachal, 1910)
- Seladonia cyanella Pauly, 2008[3]
- Seladonia diducta (Cockerell, 1932)
- Seladonia experta (Cockerell, 1916)
- Seladonia foana (Vachal, 1899)
- Seladonia gobiensis (Ebmer, 1982)
- Seladonia hotoni (Vachal, 1903)
- Seladonia iridicolor (Cameron, 1905)
- Seladonia jucunda (Smith, 1853)
- Seladonia kuhlmanni Pauly, 2008[4]
- Seladonia leleji Pesenko, 2006 — Приморский край, Россия[5]
- Seladonia lucidipennis (Smith, 1853)
- Seladonia nikolskayae Pesenko, 2006 — Приморский край, Россия
- Seladonia niveocinctula (Cockerell, 1940)
- Seladonia opulenta (Benoist, 1950)
- Seladonia orientalis (Lepeletier, 1841)
- Seladonia pruinescens (Cockerell, 1937)
- Seladonia seminiger (Cockerell, 1937)
- Seladonia togoensis (Pauly, 1998)
- Seladonia valligensis (Cockerell, 1937)
- Seladonia vansoni (Cockerell, 1935)